# Antonio di Tommaso
Antonio di Tommaso (ur. 10 sierpnia 1860 w Vittorito, zm. 2 marca 1956) – włoski duchowny katolicki, biskup diecezjalny Orii w latach 1914-1938.

## Życiorys
Święcenia kapłańskie otrzymał w 1883 roku.
9 czerwca 1902 papież Leon XIII mianował go biskupem pomocniczym ówczesnej diecezji Penne e Atri. Sakry udzielił mu kardynał Pietro Respighi. 22 czerwca 1903 został ordynariuszem diecezji Oria. Na emeryturę przeszedł 8 lutego 1947 i otrzymał wówczas biskupią stolicę tytularną Cyrena.
Od śmierci w październiku 1955 irlandzkiego biskupa Michaela Fogarty'ego był najstarszym żyjącym katolickim hierarchą.